# Renée Hložek
Renée Hložek (nacida el 15 de noviembre de 1983) es una cosmóloga sudafricana, profesora de Astronomía y Astrofísica en el Instituto Dunlap de Astronomía y Astrofísica de la Universidad de Toronto, y Azrieli Global Scholar dentro del Instituto Canadiense de Investigación Avanzada. Estudia el fondo cósmico de microondas, la supernova de tipo Ia y las oscilaciones acústicas bariónicas. Es una Becaria Senior de TED y fue nombrada becaria de investigación Sloan en 2020.

## Vida edad y educación
Hložek estudió Matemáticas en la Universidad de Pretoria y la Universidad de Ciudad del Cabo y se graduó en 2008. Durante sus estudios de pregrado, trabajó con la energía oscura. Completó su doctorado en la Universidad de Oxford como becaria Rhodes en 2011. Su tesis se tituló "Probing the early universe and Dark Energy with multi-epoch cosmological data" [Sondando el universo temprano y la energía oscura con datos cosmológicos de varias épocas], utilizó el Telescopio de Cosmología de Atacama y el Sloan Digital Sky Survey. Su supervisora de doctorado fue Jo Dunkley. Durante su tiempo en Oxford, apareció en el podcast Pub Astronomy de Chris Lintott y 365 Days of Astronomy .

## Investigación y carrera
Después de su doctorado, Hložek se unió a la Universidad de Princeton como becaria de investigación postdoctoral Lyman Spitzer Jr. En la Universidad de Princeton se preparó para el Telescopio Cosmológico Atacama sensible a la polarización.  En 2012 fue nombrada miembro de Spitzer-Cotsen en la Universidad de Princeton. En Princeton participó en una iniciativa de enseñanza en la prisión y formó el intercambio Hope-Princeton para atraer a mujeres negras jóvenes a los departamentos de astronomía de Princeton. Participó en el Story Collider. En 2013 participó en el Science Train iniciado por Lucianne Walkowicz en Princeton, donde tomó el metro de la ciudad de Nueva York para hablar con el público sobre astronomía.
Se unió al Instituto Dunlap de Astronomía y Astrofísica en 2016. Hložek continúa trabajando con el instrumento de polarización en el Telescopio de Cosmología de Atacama, junto con datos de Planck y Wilkinson Microwave Anisotropy Probe y BICEP y Keck Array. Hložek busca clasificar señales transitorias de radio usando el radiotelescopio Algonquin 46m. Ha trabajado con el Instituto Perimetral de Física Teórica. En 2017 participó en el evento Canadian Institute for Advanced Research Untangling the Cosmos. En 2020 recibió el premio Sloan Research Fellow.
Hložek fue nombrada TED Fellow en 2012 y Senior Fellow en 2014. Su contribución a TED-Ed "La muerte del universo" ha sido vista 1,1 millones de veces. Ha hablado en varios eventos TED, incluida la conferencia TED 2014 en Vancouver. Participa en varias actividades para mejorar el equilibrio de género en la ciencia.